# Hamed Haddadi
Hamed Haddadi (* 19. května 1985 Ahváz, Írán) je íránský profesionální basketbalista, hrající na postu pivota. Momentálně působí v íránské superlize v týmu vicemistra Mahram Teherán. Několik let hrál v zahraničí, včetně NBA. Je členem kádru reprezentace své země. Nosí číslo 15. Je prvním hráčem perské národnosti, který hrál v NBA.

## Začátky kariéry
Hamed se narodil 19. května 1985 ve městě Ahváz v jižním Íránu. Prvním jeho sportem byl řecko-římský zápas, protože ke své výšce měl i patřičná kila. Později, zhruba ve 12 letech přesedlal na basketbal. V roce 1999, jako čtrnáctiletý podepsal první smlouvu a dva roky nato debutoval v nejvyšší soutěži. Vyhrál s týmem Asijské mistrovství klubů v roce 2008. Předtím odmítnul nabídku Partizanu Bělehrad a zůstal doma. V roce 2008 odešel, aniž by byl někdy draftován do NBA, do týmu Memphis Grizzlies jako back-up za prvního centra Paua Gasola.

## Kariéra v NBA
Po olympiádě v Pekingu dostal nabídku jako volný hráč a tak přešel do Memphisu. Ačkoliv jeho minutáž v NBA nikdy nebyla velká a nedával hodně bodů, byl cenný zejména v obraně a své si odehrál. Načerpal zkušenosti a stal se za mořem dobrým pivotem. Během pětiletého působení u Grizzlies byl také odeslán do NBA D-League do celku Dakota Wizards. Na Silvestra roku 2011 podepsal smlouvu na 1,3 milionu dolarů na jeden rok. Poslední smlouvu ale nedodržel, jelikož byl 30. ledna 2013 vytrejdován do Toronta Raptors jako součást trejdu, jehož součástí byli také Rudy Gay, José Calderón, Ed Davis, Tayshaun Prince a Austin Daye. Za kanadský klub, ale neodehrál jediné utkání. Ihned po výměně do Toronta přestoupil jako chráněný volný hráč do Phoenixu Suns. V dresu Suns zaznamenal rekordní triple-double za 24 bodů, 10 doskoků a 10 bloků. Přesto byl 29. června 2013 propuštěn z jejích služeb a rozhodl se pro návrat do Asie.

## Jiná angažmá
Během své kariéry hrál za několik klubů v rodné zemi. Působil v roce 2003 také ve Spojených arabských emirátech a po odchodu z NBA podepsal krátký kontrakt v Číně, s týmem tamější CBA Sichuan Blue Whales, kde se setkal s bývalým spoluhráčem z Grizzlies Stromilem Swiftem. Poté se znovu vrátil do Íránu a podepsal smlouvu na 4 roky s vicemistrem tamní superligy Mahramem Teherán. V jednom ze zápasů finálové série sezony 2013/2014 zaznamenal 50 bodů, 14 doskoků, 6 asistencí a 3 bloky. Byl to rekord historie nejvyšší soutěže.

## Reprezentace
Vlastní stříbrnou medaili z mistrovství Asie do 18 let a zlatou z kategorie do 20 let. V roce 2006 vybojoval na Asijských hrách bronz. V letech 2007, 2009 a 2013 vyhrál třikrát šampionát Asie dospělých a na všech třech turnajích byl jmenován MVP (Nejužitečnější hráč). V roce 2013 také vyhrál pohár Williama Jonese a na turnaji o něj byl opět jmenován MVP. Na olympiádě v Pekingu vedl turnajovou statistiku v průměrném počtu bloků na zápas. Haddadi je klíčovým mužem Íránu. Na MS 2014 ve Španělsku hrál ve skvělé formě. Hrál také na MS 2010 v Turecku.

## Mimo palubovky
V roce 2009 uspořádal víkendový basketbalový kemp v Kalifornii pro íránské sportovce žijící v Americe. Perskou komunitu nadále podporuje. Kempu se účastnil osobně, dále jeho manažer, íránský hráč Behdad Sami a křídlo Los Angeles Lakers Ron Artest (dnes známý jako Metta World Peace = ochránce světového míru).